# Jakov Ivanovič Alfjorov
Svatý Jakov Ivanovič Alfjorov (Яков Иванович Алфёров, 1878, Šlamka – 14. ledna 1938, Kujbyšev) byl ruský duchovní Ruské pravoslavné církve, jerej a mučedník.

## Život
Narodil se roku 1878 ve vesnici Šlamka Samarské gubernie.
Před revolucí byl učitelem a po začátku pronásledování církve byl rukopoložen na jereje. Začal sloužit v chrámech samarské eparchie.
Roku 1930 byl zatčen za kontrarevoluční činnost a odsouzen ke třem letům v pracovním táboře, pracoval na Bělomořsko-baltském kanálu.
V říjnu 1937 byl znovu zatčen ve skupině kněží kolem arcibiskupa Alexandra (Trapicyna) a obviněn z kontrarevoluční činnosti. Dne 21. prosince 1937 jej Trojka NKVD odsoudila k trestu smrti zastřelením.
Rozsudek byl vykonán 14. ledna 1938. Spolu sním byl zastřelen také biskup Alexandr a další duchovní.

## Kanonizace
Dne 20. srpna 2000 ho Ruská pravoslavná církev svatořečila jako mučedníka a byl zařazen mezi Sbor všech novomučedníků a vyznavačů ruských.
Jeho svátek je připomínán 14. ledna (1. ledna – juliánský kalendář).